# Tubulipora similis
Tubulipora similis är en mossdjursart som beskrevs av Liu 200. Tubulipora similis ingår i släktet Tubulipora och familjen Tubuliporidae. Inga underarter finns listade i Catalogue of Life.